# Mazières-en-Mauges
Mazières-en-Mauges är en kommun i departementet Maine-et-Loire i regionen Pays de la Loire i nordvästra Frankrike. Kommunen ligger i kantonen Cholet 2e Canton som tillhör arrondissementet Cholet. År 2022 hade Mazières-en-Mauges 1 257 invånare.

## Befolkningsutveckling
Antalet invånare i kommunen Mazières-en-Mauges
| Referens: INSEE |